# Őszi amazon
Az őszi amazon (Amazona autumnalis), korábban sárgaarcú amazon vagy Herbst-amazon, a madarak osztályának papagájalakúak (Psittaciformes) rendjébe és a papagájfélék (Psittacidae) családjába és az araformák (Arinae) alcsaládjába tartozó faj.

## Rendszerezése
A fajt Carl von Linné svéd természettudós írta le 1788-ban, a Psittacus nembe Psittacus autumnalis néven.

## Alfajai
- Amazona autumnalis autumnalis (Linnaeus, 1758) –  A Karib-tenger partvidékén a mexikói Tamaulipastól Nicaragua északi részéig
- Amazona autumnalis salvini (Salvadori, 1891) – Nicaragua délkeleti részétől délre Costa Rica, Panama és Kolumbia nyugati része. Pofatájékának felső része zöld, külső farktollain vörös tükör van.
- Amazona autumnalis lilacina (Lesson, 1844) – Ecuador nyugati része. Pofatájéka sárgászöld, homlokáról a vörös szín vonal alakjában a szem fölé terjed. Fejtetői tollainak szegélye vöröses.
- Amazona autumnalis diadema (Spix, 1824) – Brazíliában él, a Rio Negro és az Amazonas felső folyása által határolt területen. Ez a legnagyobb alfaj, homloka karmazsinvörös, a fejtető elülső része kék, a hátsó része lila.

## Előfordulása
Mexikótól Közép-Amerikán keresztül, Dél-Amerikában, Brazília, Ecuador, Kolumbia és Venezuela területén honos.
Természetes élőhelyei a szubtrópusi és trópusi síkvidéki esőerdők, száraz erdők és cserjések, valamint másodlagos erdők. Állandó, nem vonuló faj.

## Megjelenése
Testhossza 34 centiméter, testtömeg 314-485 gramm. Alapszíne zöld, homloka és kantárja vörös, feje tetején és tarkóján a zöld tollak hegye lila, fekete szegélyezettséggel. A pofatájék felső része és a fültájék sárga, torka sárgászöld színű. Szárnyának java része zöld, de az evezőtollak csúcsi része kék. Szárnyának külső felén a tollak egy része vörös színű. 
|  |

## Életmódja
Félénk, óvatos természetű madár. Más amazonpapagáj fajokkal alkot csapatot, de olykor csatlakozik aracsapatokhoz is.

## Természetvédelmi helyzete
Az elterjedési területe nagyon nagy, egyedszáma ugyan csökken, de még nem éri el a kritikus szintet. A Természetvédelmi Világszövetség Vörös listáján nem fenyegetett fajként szerepel.